# Vauxhall
Vauxhall Motors («Воксголл»; в оригінальному прочитанні h не читається — /vɒksɔːl/) — автомобільна фірма в Великій Британії, з 2017 підрозділ французького автобудівного концерну Groupe PSA, що з січня 2021 року входить до концерну Stellantis.

## Походження назви
Назва фірми утворилася від назви району на березі річки Темза, де норманський купець Фулк ле Брант купив будинок на початку XIII століття. Спочатку це місце називали «Будинок Фулк» (Fulk's Hall), а потім набагато пізніше — Воксголл.

## Заснування компанії
Олександр Вілсон заснував фірму в цьому районі в 1857 році для виробництва двигунів парових суден і буксирів для Темзи. Як емблема компанії був вибраний грифон з герба ле Бранта. Грифон, символ Vauxhall, — істота з головою і крилами орла та тілом лева, міфічний звір, позначав силу і пильність.
Через 46 років, в 1903 році ця компанія, уже перейменована на Vauxhall Iron Works Company, побудувала свій перший автомобіль. Через два роки фірма переїхала в Лутон.

## Теперішній час
В середині XX століття компанія Vauxhall зв'язала свою діяльність з німецьким виробником автомобілів — фірмою Opel.
Більшість автомобілів, випущених концерном «Opel AG», що продаються в Великій Британії, несуть на собі шильдик Vauxhall.[джерело?] Виняток становить модель Vauxhall VXR8, що створена на основі HSV GTS.

### Легкові автомобілі
| Модель      | Фото | Клас                        | Тип кузова                           |
| ----------- | ---- | --------------------------- | ------------------------------------ |
| Corsa       |      | надмалий автомобіль         | - Hatchback                          |
| Astra       |      | малий сімейний автомобіль   | - Hatchback - Sports Tourer (Estate) |
| Combo Life  |      | MPV                         | - MPV                                |
| Crossland   |      | надкомпактний SUV           | - SUV                                |
| Grandland   |      | компактний SUV              | - SUV                                |
| Insignia    |      | великий сімейний автомобіль | - Hatchback                          |
| Mokka       |      | надкомпактний SUV           | - SUV                                |
| Vivaro Life |      | MPV                         | - MPV                                |

### Комерційні автомобілі
| Модель | Фото | Клас                          | Тип кузова                     |
| ------ | ---- | ----------------------------- | ------------------------------ |
| Combo  |      | малий комерційний автомобіль  | - Van                          |
| Vivaro |      | легкий комерційний автомобіль | - Van                          |
| Movano |      | легкий комерційний автомобіль | - Van - Chassis cab - Crew cab |

### Попередні моделі
|                                                                      |
| 1933. Vauxhall Light Six. Перший великосерійний автомобіль Vauxhall. |

|                                                   |
| 1949. L-Type Wyvern. Перший післявоєнний Vauxhall |

|                         |
| 1952. Vauxhalls E-Type. |

|                                        |
| 1975 - 1981. Vauxhall Cavalier Mark I. |